# American Pie (album)
| Recensione              | Giudizio |
| ----------------------- | -------- |
| AllMusic                |          |
| Robert Christgau        | C-       |
| Dizionario del Pop-Rock |          |

American Pie è il secondo album in studio del cantante folk statunitense Don McLean, pubblicato nel novembre del 1971.
Il disco, che contiene i successi American Pie e Vincent, è considerato il capolavoro di Don McLean oltreché una delle più influenti e ragguardevoli opere della storia della musica leggera statunitense, soprattutto grazie ai testi poetici e ricercati contenuti nelle canzoni.
Il disco ha venduto più di 3 milioni di copie nei soli Stati Uniti, ricevendo quindi tre dischi di platino e diventando il maggior successo commerciale dell'artista.
Il produttore dell'album è Ed Freeman.

## Il disco

### Sfondo
American Pie è il secondo album in studio di McLean; il suo primo, Tapestry (1970) non è stato accolto in maniera entusiasmante né dalla critica né dai fan. McLean al tempo era allievo e collaboratore di Pete Seeger.

### Produzione
L'album è stato registrato nello Studio A del "The Record Plant" nella West 44th street a New York City. Il produttore, Ed Freeman, ha deciso di usare musicisti affermati per il disco.

## I brani

### American Pie
Il brano, una pietra miliare della musica dalla durata di 8 minuti, tratta varie tematiche partendo dalla biografia dello stesso Don McLean e dalla morte dei suoi idoli, tra cui Buddy Holly, nell'incidente aereo che viene ricordato con il nome "The Day the Music Died" poiché è così che in questo brano l'autore ricorda quel tragico evento, nel quale persero la vita anche altre leggende del rock and roll.
La canzone è molto popolare negli Stati Uniti e, per la sua incredibile orecchiabilità e per la profondità delle sue parole, la RIAA l'ha inserita nella lista delle 5 migliori composizioni del XX secolo.

### Till Tomorrow
Till Tomorrow è una semplice composizione che vede la sola voce di McLean accompagnata da una chitarra che incalza la melodia con degli arpeggi. Il testo tratta di un amore che l'autore, senza capire il perché, viene ritenuto impossibile; nonostante ciò la fine della relazione può aspettare fino a domani (in inglese, appunto, Till Tomorrow).

### Vincent
Morning fields of amber grain/
Weathered faces lined in pain/
Are soothed beneath the artist's loving hand»
Campi di grano ambrato nella mattina/
Volti scolpiti dalle intemperie e segnati dal dolore/
Appaiono quieti sotto la mano amorevole dell'artista»
(Don McLean, "Vincent")
Considerata una poesia in musica, la canzone tratta della vita e delle opere di Vincent Van Gogh, cercando di comprenderne il genio per poi giungere alla conclusione che la sua persona non potrà mai essere capita davvero perché nessuno ascolterà mai o proverà davvero a capire ciò che la sua arte voleva raccontare. Secondo l'autore infatti, Van Gogh era un'anima troppo bella per vivere in questo mondo.
Il pezzo è diventato noto in Italia dallo sceneggiato televisivo Lungo il fiume e sull'acqua del 1973 di cui è stato colonna sonora.
Francesco De Gregori l'ha tradotta in italiano con il titolo Come un anno fa, e la sua versione è stata incisa da Little Tony; un'altra traduzione è stata realizzata ed incisa da Roberto Vecchioni nel 2000.

### Crossroads
Il brano, uno dei meno conosciuti del disco, tratta la storia di un uomo che ritrova un amore creduto perduto da tempo e implora che venga corrisposto.

### Babylon
La traccia finale, "Babylon", è un brano tradizionale tratto dal 1° versetto del 137° Salmo biblico. Questa versione registrata da Don McLean è tratta da un arrangiamento noto come "By the Waters of Babylon" del compositore inglese Philip Hayes, originariamente pubblicato nel 1786.

## Influenze
Nel febbraio 2003 George Michael ha registrato una cover di "The Grave" come protesta contro l'imminente guerra in Iraq. Una cover della canzone "Babylon" è stata inclusa in una scena della serie televisiva Mad Men.
"Empty Chairs" è stata un'ispirazione per la canzone di successo "Killing Me Softly with His Song".

## Tracce

### LP
Lato A
Testi e musiche di Don McLean.
1. American Pie – 8:27
2. Till Tomorrow – 2:11
3. Vincent – 3:55
4. Crossroads – 3:34

Lato B
Testi e musiche di Don McLean, eccetto dove indicato.
1. Winterwood – 3:09
2. Empty Chairs – 3:24
3. Everybody Loves Me, Baby – 3:37
4. Sister Fatima – 2:31
5. The Grave – 3:08
6. Babylon – 1:40 (Tradizionale; arrangiamento di Don McLean e Lee Hays)

## Musicisti
- Don McLean – chitarra, banjo, voce
- Robbie Rothstein – basso
- Roy Markowitz – batteria, percussioni
- Ray Colcord – pianoforte elettrico
- Mike Mainieri – marimba, vibrafono
- Tom Flye – batteria (brano: "The Grave")
- Paul Griffin – pianoforte (brano: "American Pie")
- David Spinozza – chitarra elettrica (brano: "American Pie")
- Warren Bernhardt – pianoforte (brano: "Crossroads")
- Gene Orloff – concertmaster
- "The W. 44th Street Rhythm and Noise Choir" (Pete Seeger, James Taylor e Carly Simon) – cori

Note aggiuntive
- Ed Freeman – produttore, arrangiamento strumenti a corda
- Registrazioni effettuate al "The Record Plant", New York, maggio-giugno 1971
- Tom Flye – ingegnere delle registrazioni
- George S. Whiteman – foto e design copertina album originale[8]

## Classifiche
Album
| Anno | Classifica            | Posizione raggiunta |
| ---- | --------------------- | ------------------- |
| 1971 | Billboard 200         | 1                   |
| 1972 | Official Albums Chart | 2                   |

Singoli
| Anno | Titolo del brano | Classifica             | Posizione raggiunta |
| ---- | ---------------- | ---------------------- | ------------------- |
| 1971 | American Pie     | Billboard Hot 100      | 1                   |
| 1972 | Vincent          | Billboard Hot 100      | 12                  |
| 1971 | American Pie     | Adult Contemporary     | 1                   |
| 1972 | Vincent          | Adult Contemporary     | 2                   |
| 1972 | Vincent          | Official Singles Chart | 1                   |
| 1972 | American Pie     | Official Singles Chart | 2                   |